# Listă de companii de brokeraj din România
La sfârșitul anului 2005, în România activau 71 de companii de brokeraj, din care 34 derulau contracte pe contul clienților și 37 pe cont propriu.
Aceasta este o listă de companii de brokeraj din România:
- Carpatica Invest
- Equity Invest
- Estinvest
- Fairwind Securities
- HTI Valori Mobiliare
- IFB Finwest
- Intercapital Invest
- KBC Securities
- Kiwi Finance
- Romcapital
- SSIF Broker
- SSIF Trend
- STK Emergent
- Tradeville
- WBS Romania
- S.S.I.F. ROMINTRADE S.A. https://www.onlinebroker.ro/ Arhivat în 21 iunie 2013, la Wayback Machine.

- Active Internațional - [nefuncțională]
- Alpha Finance Romania -
- BT Securities, divizia de brokeraj a Băncii Transilvania -
- Delta Valori Mobiliare -
- Dorinvest -
- Eastern Securities - [nefuncțională]
- EFG Eurobank Securities -
- Egnatia Securities -  Arhivat în 20 octombrie 2008, la Wayback Machine.
- Fortius Finance -
- GM Invest -
- HB Invest -
- IEBA Trust -
- Ink Broker -
- Interdealer Capital Invest -
- Mobinvest -
- Muntenia Global Invest -
- Nova Invest - [nefuncțională]
- Prime Transaction -
- Raiffeisen Capital Investment (RCI) -
- Roinvest Bucovina -
- Rombell Securities -  [nefuncțională]
- Romexterra Finance - [nefuncțională]
 [nefuncțională]
- Target Capital -
- Transilvania Capital -  [nefuncțională]
- Unicapital -
- UniCredit CAIB Securities -

foste SSIF-uri:
- BRD Securities -
- BCR Securiries